# Jazmin Grace Grimaldi
Jazmin Grace Grimaldi (* 4. března 1992, Palm Springs) je americká herečka a zpěvačka. Je dcerou knížete Alberta II. Monackého a Tamary Rotolo. Jelikož se její rodiče nikdy nevzali, není v linii nástupnictví monackého trůnu.
Kníže Albert II. veřejně potvrdil, že je Jazmininým otcem 1. června 2006. Tvrdil, že chtěl chránit její identitu, dokud nebude dospělá. Jazmin je starší nevlastní sestra Alexandra Grimaldi-Costeho a dvou legitimních dětí prince Alberta, princezny Gabriely a dědičného prince Jakuba.

## Mládí
Jazmin se narodila v Palm Springs v Kalifornii ve Spojených státech 4. března 1992. Se svým otcem se potkala až po návštěvě Monaka v 11 letech.
Během svého mládí působila v basketbalovém týmu na střední škole a často vystupovala v církevních sborech a školních hrách. Když byla malá, matka jí často ukazovala fotografie její babičky Grace Kellyové. Nejraději měla babičku ve filmu Z nóbl společnosti.
Jazmin vyrostla v Palm Desert v Kalifornii a v Orange County. Vystudovala biskupskou školu sv. Markéty, kterou ukončila v roce 2006, a katolickou střední školu JSerra High School, kterou absolvovala v červnu 2010. Byla čestnou studentkou a sólistkou školního sboru, který vystupoval se zpěvákem Barrym Manilowem. Po absolutoriu získala cenu JSerra Senior Faculty Award a cenu Fine Arts Award.
Po absolvování JSerra navštěvovala Fordham University, kde studovala divadlo a mezinárodní obchod s důrazem na humanitární záležitosti. V květnu 2014 vystudovala Fordham.
V únoru 2006 francouzský časopis Voici zveřejnil fotografie Jazmin a její matky během návštěvy Monaka. Kníže najal bezpečnostní služby Gavin de Becker and Associates.

## Dobročinná činnost
V listopadu 2006 Jazmin navštívila na humanitární misi osm ostrovů na Fidži, aby pomohla dát místním dětem pomoc ve vzdělávání, medicíně a rozvoji komunity. Jazmin později založila organizaci nazvanou The Jazmin Fund na pomoc dětem ve vzdálených vesnicích na Fidži.
Jazmin je obhájkyní posílení postavení žen a je součástí kampaně americké módní návrhářky Tory Burch Embrace Ambition, jejímž cílem je poskytnout finanční prostředky, vzdělání a zdroje podnikatelkám.

## Dědické problémy
Nemanželské děti nejsou, podle článku 10 Monacké ústavy, v linii následnictví monackého trůnu. Ústava stanovuje, že pouze „přímí a legitimní“ potomci monackého monarchy nebo sourozenci monarchy a jejich potomci mohou zdědit trůn.